# 中村至男
中村 至男（なかむら のりお）は、日本のグラフィックデザイナー、アートディレクター。
川崎市生まれ、日本大学芸術学部卒業後、ソニー・ミュージックエンタテインメントを経て、 1997年中村至男制作室を設立。
広告、書籍、デジタルコンテンツ、CI、パッケージ、ゲーム、おもちゃなどの 企画やアートディレクション、デザインなどの活動をしている。
おもな仕事に、絵本「どっとこ どうぶつえん」、「はかせのふしぎなプール」、「たなのうえひこうじょう」、PlayStationソフト「I.Q」シリーズ（欧州名「KURUSHI」）、PlayStationソフト「ポケ単」、アートユニット「明和電機」のグラフィックデザイン、「勝手に広告」、日本科学未来館「コンセプトブック」/「ミーサイマガジン」表紙、NHKみんなのうた「テトペッテンソン」映像、「東京モーターショー」のポスター（2000／2002）、雑誌「広告批評」のアートディレクション（1999）、
携帯電話サイト「うごく-ID」/「天才デコメスキー」、おもちゃ「ポンチキ」、「ピタゴラスイッチ携帯サイト」、「私の部屋」ショッピングバッグのイラストレーション、松山市立子規記念博物館、21_21 DESIGN SIGHT「単位展」の企画と展覧会グラフィック、など

## 展覧会（グループ展も含む）
- 1995 - 「Close-up of Japan in Sao Paulo - Nipponjin」（サンパウロ美術館）
- 2001 - 「ACTIVE WIRE」（ソウル Art Sonje Center）
- 2006 - 「勝手に広告 < 中村至男 + 佐藤雅彦 の活動 No.6 >」（ ggg ギンザ・グラフィック・ギャラリー）
- 2010 - 「秀英体100」（ggg ギンザ・グラフィック・ギャラリー）
- 2012 - 「どっとこ どうぶつえん展」（青山ブックセンター本店）
- 2014
  - 「DENTO-HOUSE展」（GALERIE YOSHII PARIS）
  - 「光るグラフィック展」（リクルート・クリエイションギャラリーG8 銀座）
- 2015
  - 「DENTO-HOUSE展」（GALERIE DUTKO PARIS）
  - 「単位展 - あれくらい それくらい どれくらい？」（21_21 DESIGN SIGHT 六本木）企画と展覧会グラフィック
- 2016 - 「単位展 - あれくらい それくらい どれくらい？」（台北）企画と展覧会グラフィック
- 2017
  - 「中村至男展」（リクルートクリエイションギャラリーG8 銀座）
  - 「シンプルの正体 ディック・ブルーナのデザイン」（銀座松屋ほか）トリビュート作品参加
- 2018 - 「第20回 亀倉雄策賞受賞記念 中村至男展」（リクルートクリエイションギャラリーG8 銀座・新潟県立近代美術館）
- 2019 - 「中村至男自選展」（台北 松山文創園區）

## 著書
- 『7:14』 クリエイティブランゲージ、（2012）、A4サイズ/16頁。
- 『どっとこ どうぶつえん』福音館書店、（2012）、32頁。 ボローニャ・ラガッツィ賞優秀賞受賞
- 『はかせのふしぎなプール』福音館書店、（2015）、32頁。
- 『たなのうえひこうじょう』福音館書店、（2017）、32頁。
- 『サンタのコ』MUJI BOOKS、（2018）、40頁。
- 『TDC BCCKS : Twin Universe』Zine、（2008）
- 『frogs』Zine、（2011）

### 共著
- 『勝手に広告』中村至男・佐藤雅彦、マガジンハウス、（2006）
- 『明和電機の広告デザイン』中村至男・土佐信道、NTT出版、（2006）
- 『任意の点P』慶應義塾大学佐藤雅彦研究室・中村至男、美術出版社、（2003）

## 賞歴
- 1992〜1996 毎日広告デザイン賞（92 奨励賞、93 優秀賞・奨励賞、94 奨励賞、96 優秀賞）
- 1997
  - ニューヨークADC銀賞
  - SONY PlayStation Awards 97 Gold Disc賞
  - 文化庁メディア芸術祭優秀賞
  - CESA大賞 優秀賞
- 1998 - 東京TDC審査員特別賞
- 2001 - グッドデザイン賞
- 2002
  - デジタルコンテンツグランプリ2001
  - モバイルデザイン賞
  - 東京TDCインタラクティブデザイン賞
- 2003 - グッドデザイン賞
- 2007 - 東京ADC賞
- 2009 - 東京TDC賞
- 2014 - ボローニャ・ラガッツィ賞優秀賞
- 2016 - 東京ADC賞
- 2018
  - 第20回亀倉雄策賞
  - 第86回毎日デザイン賞

など受賞